# El Sauz, Guanajuato
El Sauz är en ort i Mexiko.   Den ligger i kommunen Celaya och delstaten Guanajuato, i den centrala delen av landet, 210 km nordväst om huvudstaden Mexico City. El Sauz ligger 1 800 meter över havet och antalet invånare är 1 751.
Terrängen runt El Sauz är varierad. Runt El Sauz är det ganska tätbefolkat, med 104 invånare per kvadratkilometer. Närmaste större samhälle är Celaya, 12,7 km norr om El Sauz. I omgivningarna runt El Sauz växer huvudsakligen savannskog.